# Oenanthe linearis
Oenanthe linearis är en flockblommig växtart som beskrevs av Nathaniel Wallich och Dc. Oenanthe linearis ingår i släktet stäkror, och familjen flockblommiga växter.

## Underarter
Arten delas in i följande underarter:
- O. l. linearis
- O. l. sinensis